# Alexandr Oniščuk
Alexandr Oniščuk (rusky Aлександр Онищук, * 3. srpna 1975, Simferopol, Sovětský svaz) je americký šachista ukrajinského původu. Jeho FIDE ELO činilo v říjnu 2015 2662, se kterým mu patřilo 78. místo v oficiálním žebříčku nejlepších šachistů a 6. místo mezi americkými šachisty (před ním je Gata Kamsky a Hikaru Nakamura). V žebříčku byl nejvýše v roce 2007, kdy byl 36. s ELO 2701.